# Heligmomerus jeanneli
Heligmomerus jeanneli är en spindelart som beskrevs av Lucien Berland 1914. Heligmomerus jeanneli ingår i släktet Heligmomerus och familjen Idiopidae. Inga underarter finns listade i Catalogue of Life.